# Schloss Näsby

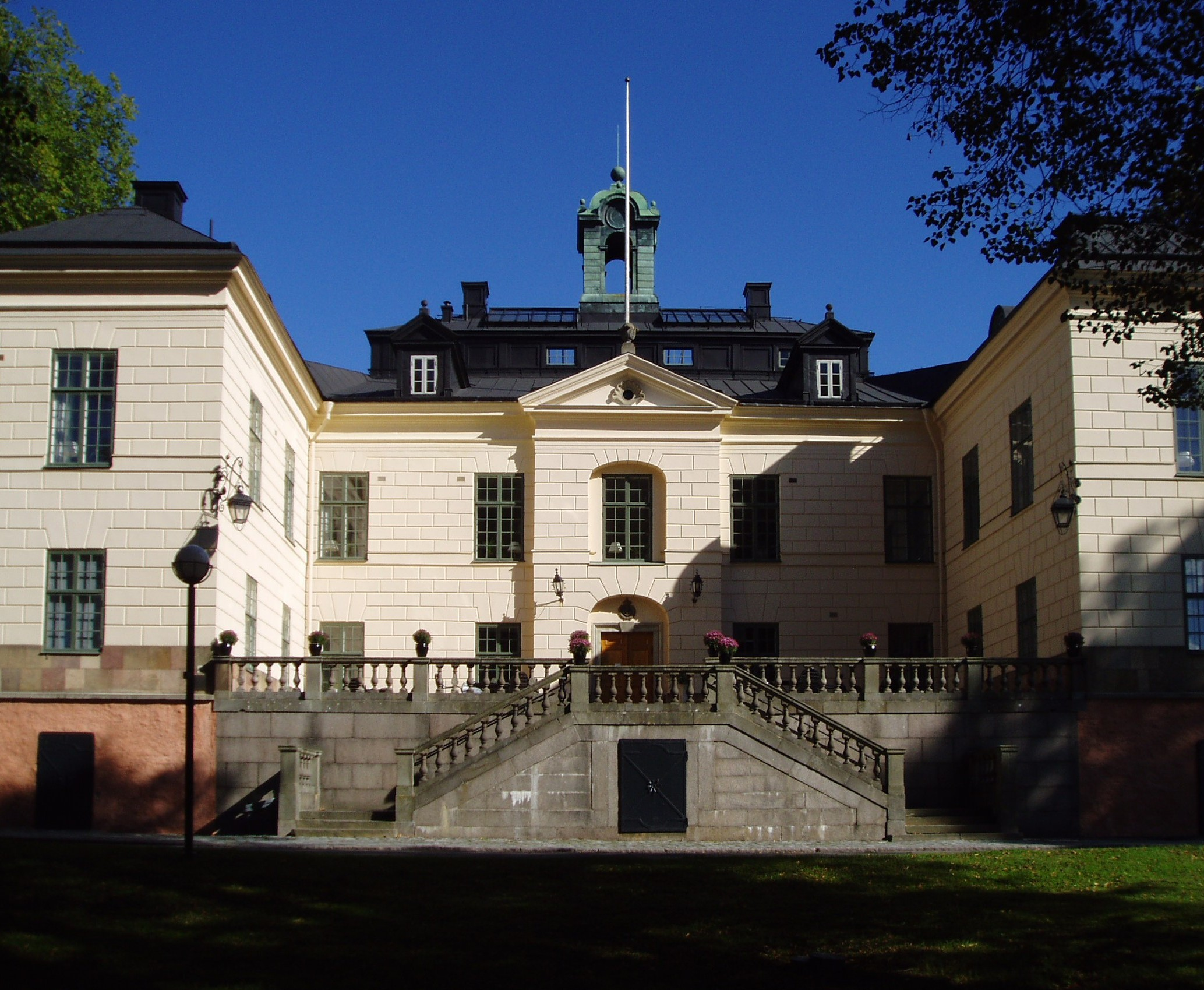
Schloss Näsby (2011)

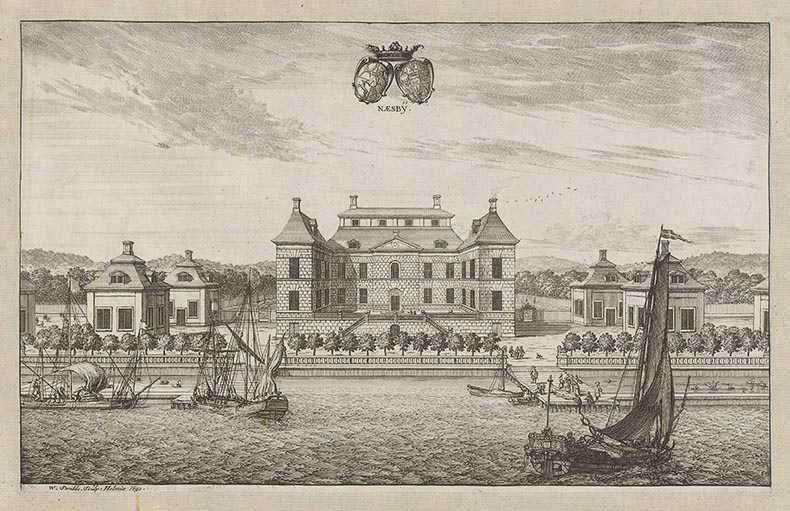
Kupferstich aus dem Werk Suecia antiqua et hodierna von Erik Dahlbergh (Ende 17. Jahrhundert)

Schloss Näsby (schwedisch Näsby slott) liegt in der schwedischen Gemeinde Täby, etwa 15 km nördlich von Stockholm, an einer weit ins Landesinnere reichenden Bucht (Stora Värtan) der Ostsee.
Das Anwesen war seit dem 14. Jahrhundert im Besitz des Erzbischofs von Uppsala und ging in den 1520er Jahren an Christina Gyllenstierna. Durch Schenkung und Heirat gelangte Gut Näsby über das Adelsgeschlecht Banér an den Reichsrat und Diplomaten Per Larsson Sparre. Dieser ließ 1665 nach Plänen des Architekten Nicodemus Tessin der Ältere (möglicherweise auf Grundlage früherer Skizzen von Jean de la Vallée) das heutige schlossartige Hauptgebäude errichten. In den folgenden Jahren wechselte Näsby mehrfach den Besitzer innerhalb verschiedener schwedischer Adelsfamilien und war auch zeitweilig Staatseigentum infolge von Enteignung. 1902 kaufte der Industrielle und Kunstsammler Carl Robert Lamm das Schloss. Er ließ das zwischenzeitlich durch einen Brand stark zerstörte Gebäude auf Grundlage der alten Pläne vom Architekten Erik Josephson wieder herrichten. Lamm verwahrte im Schloss seine umfangreiche Sammlung von meist italienischen und schwedischen Skulpturen und Gemälden. Die Kunstwerke sind mittlerweile zum größten Teil verkauft, es gibt jedoch noch wenige Arbeiten von z. B. Bruno Liljefors, Anders Zorn und Carl Milles im Schloss.
Von 1941 bis 1987 hatte die Schule der Schwedischen Marine ihr Hauptquartier im Gebäude. In dieser Zeit entstand ein Büro-Anbau. Seit 1989 dient das Schloss als Hotel, in dem hauptsächlich Konferenzen und Hochzeitsfeiern abgehalten werden.
Das Schloss, der Stall aus dem 17. Jahrhundert und ein Bootshaus sind seit 1943 Baudenkmäler (Byggnadsminne).

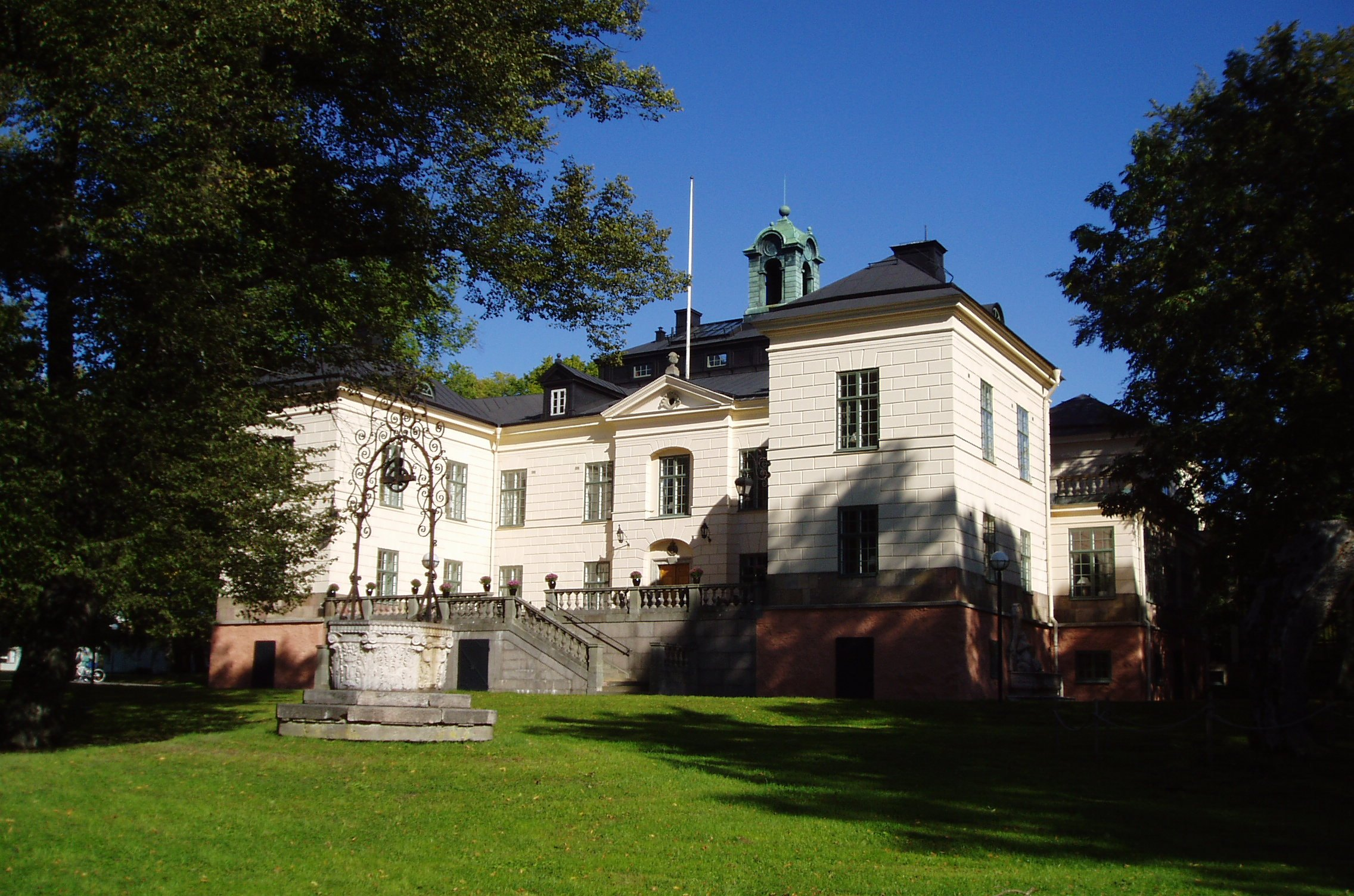
Schloss Näsby (2011)
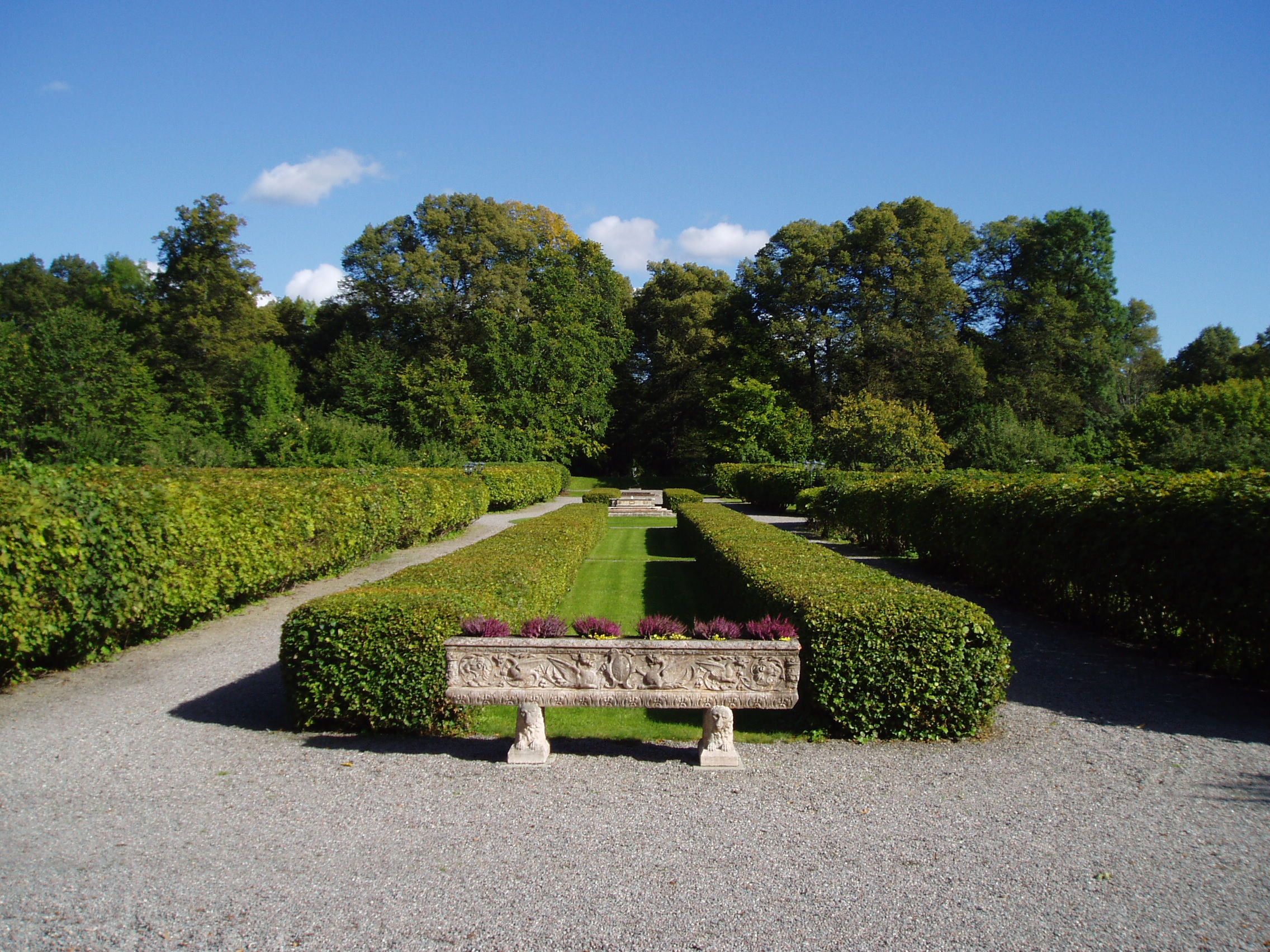
Der barocke Park des Schlosses (2011)
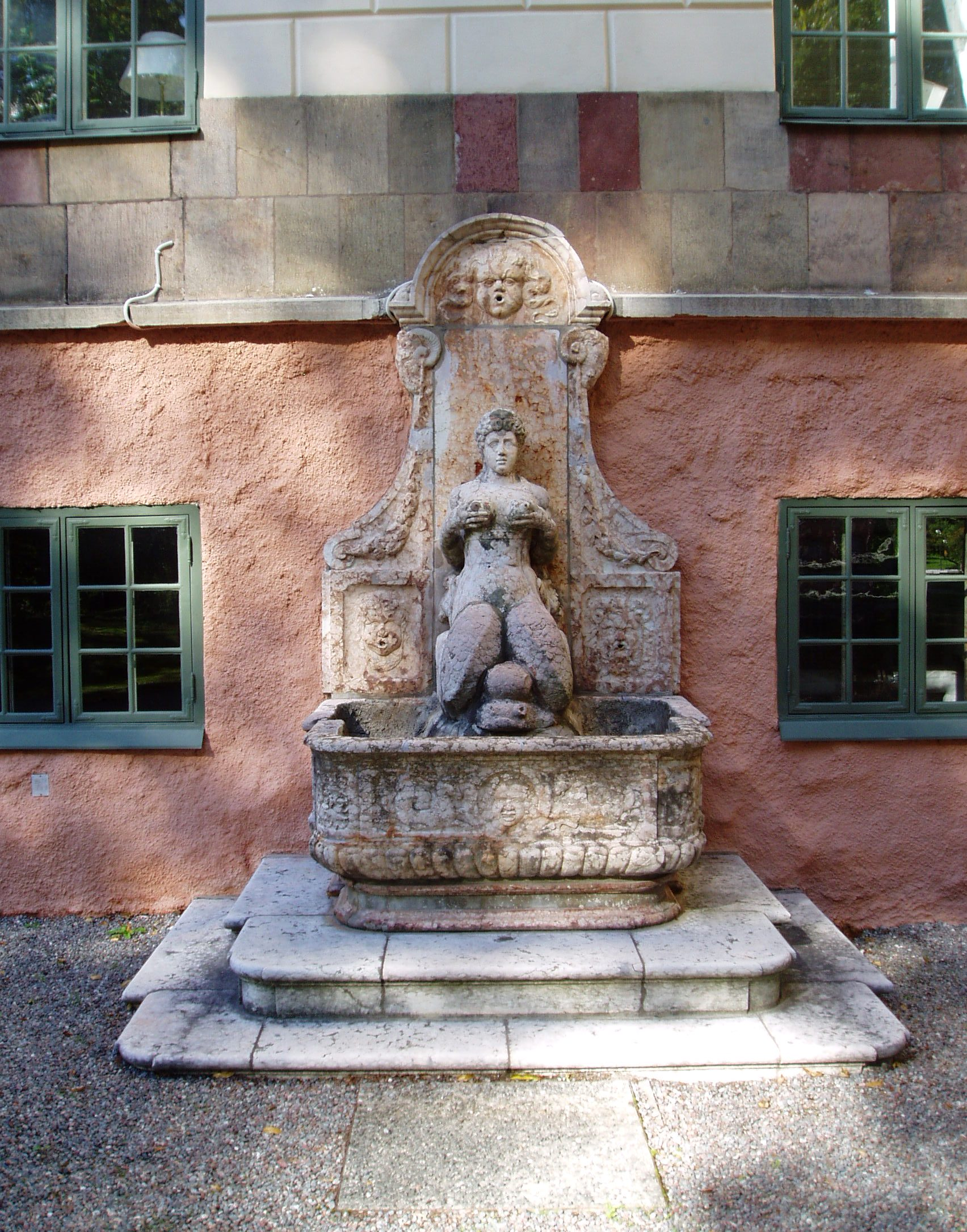
Brunnen an einer Fassade (2011)